# Travis Wood
Travis Alan Wood (* 6. Februar 1987 in Little Rock, Arkansas) ist seit dem 1. Juli 2010 ein professioneller US-amerikanischer Baseballspieler, auf der Position des Starting Pitchers, in der Major League Baseball. Zurzeit spielt er bei den Chicago Cubs. Im Jahre 2005 wurde Wood in der 2. Runde des MLB Drafts von der Organisation der Cincinnati Reds als Amateur verpflichtet.

## Vereinsverlauf
Wood spielte seit 2010 in folgenden Baseball-Clubs (Saisons):
- von 2010 bis 2011 bei den Cincinnati Reds (Trikot-Nummer 30)
- 2012 bei den Chicago Cubs (Nummer 30); von 2013 bis dato spielt Wood mit der Nummer 37

## Gehalt
Travis Woods Gehalt seit 2011 beläuft sich bisher auf 5.355.000 USD.